# Cockta
La Cockta è una bibita analcolica slovena, il cui principale ingrediente è il cinorrodo della rosa canina.

## Storia
Nei primi anni cinquanta, la Slovenijavino decise di entrare nel mercato delle bibite analcoliche, con una bevanda che fosse un sostituto della Coca-Cola e che fosse basata sui prodotti tipici della Slovenia, fra cui la rosa canina (usata di più come bevanda calda per curare il raffreddore) e altre erbe aromatiche locali.
Il nome deriva dall'inglese cocktail, per indicare la miscela di erbe, rosa canina, caramello, acqua e melograno che compone la ricetta. La Cockta fu presentata ufficialmente al campionato di salto con gli sci a  Planizza l'8 marzo 1953. Già nel primo anno fu prodotto più di un milione di litri e la bevanda si diffuse rapidamente nell'allora Jugoslavia. Per tutti gli anni sessanta, divenne uno dei prodotti jugoslavi più esportati. Nel 1967 viene acquistata dalla Slovin.
La produzione continuò ad alti ritmi fino alla fine degli anni sessanta, quando la Jugoslavia aprì il mercato ai prodotti occidentali. Nonostante la concorrenza dei marchi esteri, le vendite rimasero alte fino agli inizi degli anni ottanta, per poi ridursi con l'involuzione e la dissoluzione della federazione. Nel 2000, il marchio venne acquistato dalla Droga Kolinska, che lo rilanciò  negli anni duemila - anche con una campagna pubblicitaria che vide coinvolti famosi atleti sloveni come Srečko Katanec e Zlatko Zahovič (ex calciatori).
In questo periodo, la varietà di Cockta è stata ampliata con diversi gusti: Cockta Chinotto (con chinotto), Cockta Rossa (arancia rossa), Cockta Black Tonic (ribes nero e aronia), Cockta Plus Mandarine (mandarino), Cockta Plus Lime & Ginger (limetta e zenzero) e Cockta Easy (con un dolcificante artificiale), ma la loro disponibilità sul mercato è stata breve.
Quando Droga Kolinska è stata rilevata dal gruppo croato Atlantic Grupa nel 2010, anche la commercializzazione di questa bevanda analcolica, una volta molto popolare, è cambiata. È stato creato un nuovo logo e una nuova veste grafica basata sulla nostalgia e la tradizione, ponendo l’enfasi sugli ingredienti naturali, nonché su una confezione diversa e riconoscibile.